# Allium hooshidaryae
Allium hooshidaryae — вид рослин з родини амарилісових (Amaryllidaceae); ендемік Ірану.

## Опис
Цибулина широко-яйцеподібна-куляста, діаметром 3–3.5 см і ≈ 3 см завдовжки, зовнішні оболонки сірувато-коричневі. Стеблина циліндрична, прямовисна, довжиною ≈ 65 см, діаметром 1.2 см, лілова. Листків 4, вузько-еліптично-яйцеподібні, 26 см завдовжки та 4–5 см завширшки, гладкі на поверхні, край повністю гладкий, зелений з пурпуровим відтінком, біля основи та на верхній поверхні. Суцвіття від напівкулястого до кулястого, густе. Квітконіжки рожеві до пурпурових, тонкі, довжиною до 3.5 см, майже всі рівні. Листочки оцвітини еліптично-довгасті, тупі або підгострі на кінчику, 6–7 мм завдовжки та ≈ 2.5 мм (внутрішні) або 1.5–2 мм (зовнішні) ушир, від світло-пурпурових до пурпурових, з більш темними жилками. Пиляки довжиною 2.5 мм, пурпурові. Коробочка трикутно-субкуляста, довжиною 3–5 мм та діаметром 4–5.5 мм. Насіння чорне, не сплющене, еліптичне в обрисі, ≈ 4 мм завдовжки та 2–2.5 мм завширшки.

## Поширення
Ендемік північно-західного Ірану.